# هيثرو تيرمينال 4 (محطة مترو أنفاق لندن)

هيثرو تيرمينال 4 ( لندن )
هيثرو تيرمينال 4 (بالإنجليزية: Heathrow Terminal 4)‏ هي إحدى محطات مترو أنفاق لندن. تقع على خط بيكاديلي افتتحت في المنطقة (Zone) رقم 6 افتتحت في 12 أبريل 1986.